# Lise de la Salle
Lise de la Salle (* 8. května 1988) je francouzská klavíristka.

## Život
Její předci pocházeli z Ruska. Narodila se ve městě Cherbourg na západě Francie a na klavír začala hrát ve čtyřech letech; v jedenácti zahájila studium na Pařížské konzervatoři. Studovala také u klavíristy Pascala Nemirovskiho. Vystupovala s mnoha světovými orchestry, jako jsou například Vídeňští symfonikové, Bostonský symfonický orchestr či Mnichovští filharmonikové. V roce 2013 vzdala hold českému klavíristovi Rudolfu Firkušnému na festivalu v Praze.